# Oxxxymiron
Oxxxymiron (Оксимиро́н; настоящее имя — Миро́н Я́нович Фёдоров; род. 31 января 1985, Ленинград, СССР) — российский рэпер, поэт-песенник и гражданский активист. Является одним из наиболее коммерчески успешных рэп-исполнителей России. Его альбомы «Вечный жид» (2011) и «Горгород» (2015) внесли значительный вклад в историю русского рэпа. Творчество исполнителя ряд исследователей и критиков относят к «интеллектуальному рэпу».
Один из ведущих представителей российской рэп-баттл-сцены.

## Биография
Родился 31 января 1985 года в Ленинграде в еврейской семье. Его отец — Ян Валерьевич Фёдоров, физик-теоретик, в 1994 году защитил в Петербургском институте ядерной физики имени Б. П. Константинова докторскую диссертацию на тему «Статистические свойства собственных функций случайных одночастичных гамильтонианов». Мать — библиотекарь. Учился в петербургской школе № 185. Когда Мирону было 9 лет, его семья переехала в город Эссен (Германия), и Мирон поступил в гимназию имени Марии Вехтлер (Maria-Wächtler-Gymnasium). По его словам, у него были напряжённые отношения с немецкими одноклассниками; эта тема позже нашла отражение в его ранней песне «Последний звонок». Первые попытки читать рэп Мирон предпринял в возрасте 13 лет под псевдонимом «Миф» (сокращение от «Мирон Фёдоров»).
У нас была группа, название которой я забыл, состояли в ней Миф и Сага. Сага так и не написал ни одной строчки и впоследствии сторчался. А я придумал русский рэп. То есть натурально был уверен, что я первый человек, читающий рэп по-русски (интернета у меня не было, а русскоязычных эмигрантов, которые могли бы поколебать мою уверенность, в Германии тогда ещё было достаточно мало).Oxxxymiron для Keep It Real
 После одной из поездок на родину в 14 лет уверенность Мирона в том, что он родоначальник рэпа на русском языке, пропала.
Когда Мирону было 15 лет, его семья переселилась в город Слау (Великобритания). Здесь, больше не имея проблем с одноклассниками, он усиленно взялся за учёбу. Вскоре учительница истории — выпускница Оксфордского университета — предложила ему попробовать поступить в Оксфорд после окончания школы. В 2004 году, подав документы и пройдя собеседование, Мирон поступил в университет на факультет английского языка и литературы.
Я разговаривал на смеси так называемого «королевского» и книжного английского с немецким акцентом. Я слушал американский рэп, поэтому использовал много сленговых выражений. Я говорил такие слова, как «innit» во время моего собеседования в Оксфорде — думаю, что это одна из причин, по которой они приняли меня.
Оригинальный текст (англ.)My English was a mixture of Queen's English, bookish English and a German accent. I listened to American rap as well, so I was using a lot of slang words. I was saying thing like 'innit' during my interview for Oxford - I think that's part of the reason they took me.
В 2006 году получил диагноз «маниакально-депрессивный психоз» и был исключён по этой причине из вуза, но поступил повторно. В июне 2008 года получил диплом Баллиол-колледжа Оксфорда по специальности «средневековая английская литература».
После учёбы в Оксфорде Мирон переехал жить в Ист-Энд и начал поиски работы. Из-за «чрезмерной квалификации» он не смог найти работу по профессии. Как утверждает рэпер, он «работал кассиром, переводчиком, грузчиком, гидом, ларёчником, репетитором, конферансье, офисным планктоном и консультантом с копытом». Новый круг общения, состоявший из русскоязычных эмигрантов, подтолкнул Мирона вернуться к хип-хопу. Он стал заниматься музыкой под псевдонимом «Oxxxymiron», появившимся как сочетание имени с литературным термином «оксюморон» (англ. oxymoron) и утроенной —X", отсылающей к большому количеству нецензурной лексики в его песнях.
С 2013 года живёт в Санкт-Петербурге.
В 2015 году был выпущен сериал «Лондонград», созданный во главе со сценаристом Михаилом Идовым на основе приключений Мирона в Лондоне.
После 24 февраля 2022 года уехал из России, однако, в сентябре того же года возвращался в Санкт-Петербург для съёмок клипа.

## Творчество

### МC Mif/Миф (2000—2002)
В 2000 году начинает записывать первые треки на русском языке, а уже в 2001 Фёдоров появился на Hip-Hop.Ru и познакомился со многими рэперами, в сентябре выпустил свой первый трек «Демо-фристайл в стиле бардкор» (на данный момент утерян). Чуть позже он записал трек с исполнителем VeTaL из группы iSQUAD под названием «Витязи словоблудия». Затем он записал ещё несколько треков под названием «Лучшие МС» и КВРП (Каменный век русской поэзии). В этом же году участвовал в 1-м официальном баттле Hip-Hop.ru, где вышел во 2-й раунд, однако трек на 2-й раунд не сдал и потому дальше не прошёл. В конце года вышел последний трек «Al Ogon». В 2002 записывает пару фристайлов и в том же году Мирон делает перерыв на 6 лет.

### Optik Russia (2008—2010)
В 2008 году после шестилетнего перерыва вышел трек «Лондон против всех». В это время его заметил Optik Russia — немецкий лейбл русскоязычных иммигрантов. За счёт лейбла Мирон и заработал первую волну слушателей, а также познакомился и записал несколько треков с участниками знаменитой баттл-рэп группы «Rap Woyska», c Артёмом Франком и Иваном Махаловым, более известными как «1.Kla$ и Czar», а также с Дмитрием Гинтером, более известным как Schokk, состоящими в том же лейбле который потом распался. В этом же году Мирон начинает записывать первые треки с рэпером СД из Москвы. В 2008 году Окси принял участие на микстейпе «Приятного Аппетита от Optik Russia», в том же году даёт свое первое видеоинтервью для «TV Bolt UnderCorp». А в конце 2008 года вышел первый клип Мирона «Я хейтер», сингл который специльно был записан для сборника «Optik Russia — New Russian Standard». В 2009 году Фёдоров принял участие в 14-м независимом баттле Hip-Hop.ru, где дошёл до полуфинала. Одной из главных интриг баттла было заочное противостояние Oxxxymiron’а и рэпера Babangida, что выразилось во взаимных выпадах в адрес друг друга в треках обоих исполнителей. Однако в связи с вылетом Мирона после 8 раунда, очного противостояния между ними так и не состоялось, а визави Оксимирона стал победителем 14 Независимого. 26 и 31 июля того же года состоялись первые концерты Мирона в Киеве и Одессе (совместно с Schokk’ом).
В конце года портал провёл общественное голосование «Hip-Hop.ru Awards 2009», где Oxxxymiron стал победителем в номинациях «Лучший МС баттла», «Прорыв баттла», «Лучший спарринг баттла», «Лучший трек баттла», а также стал победителем в номинации «Открытие 2009 года» и призёром в номинации «Лучший хип-хоп-исполнитель 2009 года». В августе 2010 года покинул Optik Russia под предлогом несоответствия интересов. Параллельно зарождалось объединение под названием «Green Park Gang», в которое ненадолго входили Мирон и Markul.

Логотип лейбла Vagabund

Летом 2010 года, после ухода из Optik Russia, Фёдоров разрабатывал и вынашивал идею создания нового независимого лейбла с символичным названием Vagabund (с нем. — «Скиталец»). Осенью того же года Фёдоров и Schokk отправились в небольшой тур по странам СНГ, который был назван «Октябрьские события». К осени 2011 года Oxxxymiron, Schokk и Иван «Ваня Ленин» Карой (в качестве менеджера) создали лейбл, под которым вышли альбомы «С большой дороги» Schokk’а и «Вечный жид» Мирона, получивший большое количество положительных отзывов. Оба альбома вышли в один день 15 сентября 2011, и Vagabund отправились в совместный тур по странам СНГ. 30 октября даёт последний концерт в составе команды Vagabund, при участии Крипла. 1 ноября 2011 года, после Конфликта Vagabund с Ромой Жиганом, Оксимирон заявил о своём уходе из лейбла, после чего 6 ноября дал бесплатный сольный а капелла-концерт в Москве, чем завершил свой тур, и отправился в Лондон.

### miXXXtape (2012—2014)
12 марта 2012 года состоялся интернет-релиз miXXXtape I, который содержит наиболее удачные куплеты из песен, записанных в период с 2008 по 2011 годы.
Через год, 18 октября, состоялся релиз «miXXXtape II: Долгий путь домой». Второй микстейп содержит записанные в 2012—2013 годах песни, в промежутках между которыми добавлены замиксованные отрывки из выступления Мирона на рэп-баттле Versus, где его оппонентом был Крипл. Противостояние Оксимирона и Крип-А-Крипа, закончившееся победой Мирона, стало третьим выпуском Versus Battle, позже ставшим первым видео на официальном канале Versus на YouTube, количество просмотров которого превысило 4 млн,
.
11 апреля 2014 года состоялся рэп-баттл против Дуни, более известного как Александр Пархоменко. Сам баттл проходил в Москве, на открытом мероприятии Main Event. Победу одержал Oxxxymiron.
8 августа Мирон заявил, что переносит выход своего второго студийного альбома на неопределённый срок, хотя ранее релиз был запланирован на 14 августа 2014 года.

### «Горгород» (2015—2016)

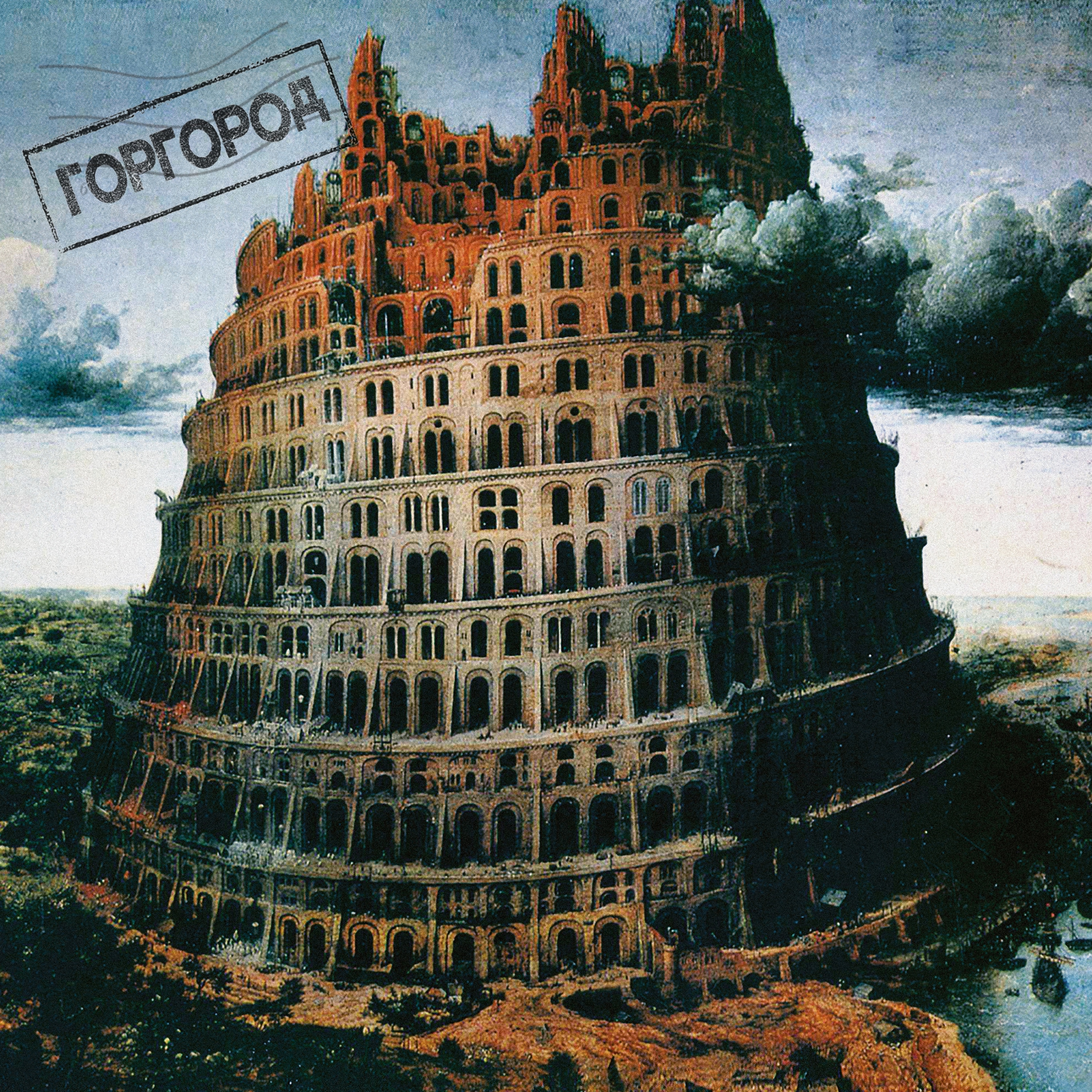
Обложка альбома «Горгород». Использован фрагмент картины нидерландского художника Питера Брейгеля «Вавилонская башня»

12 апреля 2015 года стартовал третий сезон Versus Battle. Первым выпуском стал баттл между Oxxxymiron и Johnyboy, в котором уверенную победу одержал Oxxxymiron, все судьи отдали голос за Мирона. Сам баттл за сутки набрал 1 миллион просмотров в YouTube, что стало рекордом по просмотрам баттлов. Этим Oxxxymiron привлёк внимание организаторов канадской рэп-баттл-площадки «King of the Dot» и баттл-рэпера Dizaster. Позже, отрывок с матерной считалочкой Оксимирона стал интернет-мемом.

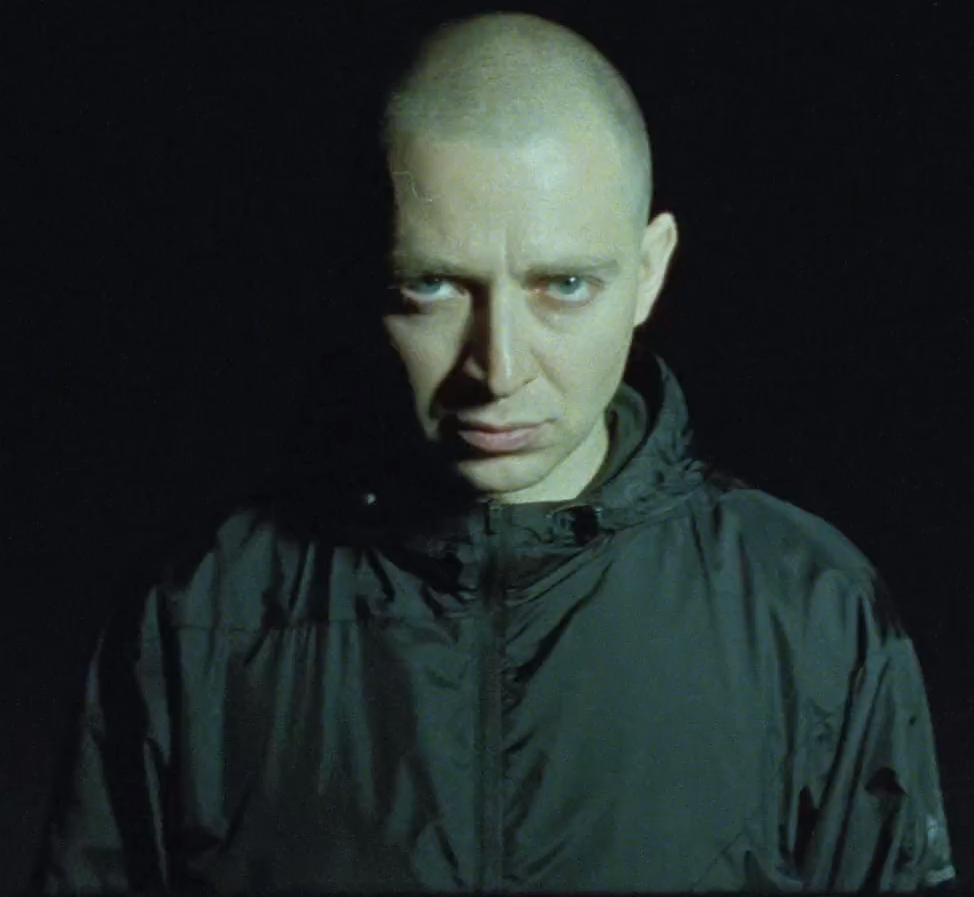
Oxxxymiron в августе 2017 года

25 августа 2015 года состоялась премьера клипа на песню «Лондонград», написанную специально для одноимённого сериала. 21 сентября состоялась премьера клипа на песню «Город под подошвой», которая до этого исполнялась только на концертах. 13 ноября 2015 года новый альбом, получивший название «Горгород», был выложен на официальной странице ВКонтакте Мирона для свободного скачивания.
19 июня 2016 года Oxxxymiron выступил на баттле против рэпера ST, баттл закончился счётом 3:0 в пользу Мирона. Это единственный русскоязычный баттл, который заблокировали на YouTube.
28 июня 2016 года стало известно, что Oxxxymiron стал лицом марки Reebok Classic в России. В феврале 2017 года Мирон Фёдоров возглавил букинг-агентство Booking Machine, с которым сотрудничал с 2012 года.

### Баттл с Гнойным, уход из Booking Machine, участие в онлайн-баттле (2017—2020)
6 августа 2017 года в рамках 2-го сезона «Versus x #SlovoSPB» состоялся рэп-баттл между Оксимироном и Гнойным; ряд СМИ назвали состязание самым ожидаемым баттлом 2017 года. Некоторое время ходили слухи, что Гнойный одержал победу в состязании. Конфликт рэперов завязался после баттла Эрнесто Заткнитесь против Гнойного в июле 2016 года, где последний почти весь свой второй раунд посвятил Оксимирону, обвинив его в лицемерии и назвав «жадной до хайпа свиньёй». На следующий день Мирон Фёдоров вызвал Гнойного на баттл в 2017 году. За день до публикации видео Вячеслав от имени своего альтер эго Валентина Дядьки опубликовал издевательский трек «Охлади мой пыл», который посвящён Оксимирону, а также простебал его в Твиттере. После публикации выпуска 13 августа слухи подтвердились: противник Мирона одержал победу со счётом 5:0. Видео стало резонансным и набрало более 10 миллионов просмотров за первые сутки после публикации. Отдельное внимание зрителей привлек третий раунд Оксимирона, который рэпер построил на идеях, изложенных в книге Джозефа Кэмпбелла «Герой с тысячью лицами».
16 октября 2017 года в клубе Los Globos на канадской баттл-площадке King of the Dot в Лос-Анджелесе в рамках международного турнира «World Domination 7» состоялся рэп-баттл между Оксимироном и Дизастером. Баттл официально не судился, однако Дизастер и большинство пользователей интернета признали победу Оксимирона. Оксимирон участвовал в баттле бесплатно, получив только 2 тысячи долларов в качестве компенсации за затраты на перелёт и проживание в США. Оксимирон в ноябре 2017 года посетил радиостанцию Shade 45, основанную Эминемом, где дал интервью DJ Whoo Kid и зачитал куплеты фристайлом. Тогда же он дал интервью DJ Vlad для проекта VladTV. 16 декабря 2017 года на концерте Оксимирона в Киеве появились Dizaster и основатель баттл-лиги Rap am Mittwoch в Германии Tierstar, которые втроём совместно исполнили песню. На следующий день, 17 декабря, Оксимирон стал соведущим на баттле Dizaster против немецкого баттл-рэпера SSYNIC на баттл-площадке Rap am Mittwoch в Германии.
24 августа на выступлении на Booking Machine Festival Оксимирон объявил об уходе с поста CEO и из состава артистов Booking Machine.
В сентябре Оксимирон принял участие в 17-м Независимом баттле «Hip-Hop.ru» и сдал трек на первый отборочный раунд. После этого началась некая волна ажиотажа вокруг мероприятия, и множество известных хип-хоп-исполнителей и даже блогеров также приняло участие (Егор Крид, Damilola Karpow, Johnyboy, СД, Леван Горозия, Юрий Хованский, Эльдар Джарахов и др.). Дойдя до пятого раунда, где Оксимирону в соперники попался Витя Classic, он сообщил в Твиттере, что покидает баттл.

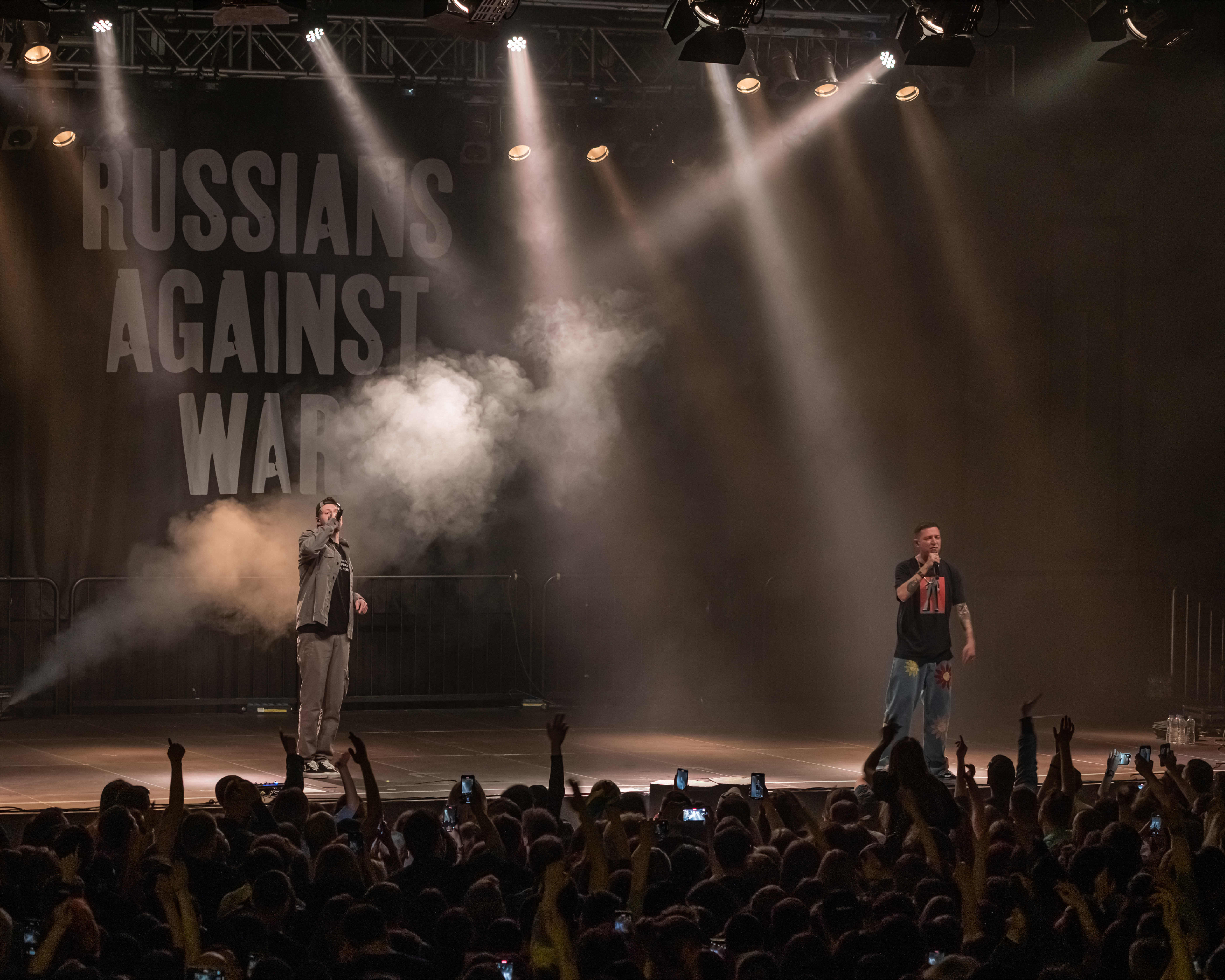
Благотворительный концерт Оксимирона в Берлине, 6 апреля 2022 года

### «Красота и уродство» (2021), «Ампир V» (2022) и «World Tour» (2023—2024)
19 февраля 2021 года была выпущена совместная песня с немецким рэпером Kool Savas под названием «Aghori».
В сентябре 2021 года вышел трейлер фильма «Ампир V», в котором Мирон исполнил свою дебютную роль в кино — вампира Митры. «Ампир V» является экранизацией одноимённого романа Виктора Пелевина. Фильм должен был выйти российский прокат 31 марта 2022 года, но не состоялся, поскольку не получил прокатного удостоверения. Ряд источников связывал это с участием Фёдорова в фильме и его антивоенной позицией.
21 октября Оксимирон совместно со своим бэк-MC выпустил трек «Сказка о потерянном времени».
29 октября была запущена рекламная кампания «Когда альбом», также был запущен сайт с картой баннеров.
1 ноября вышел промо-сингл «Кто убил Марка?».
12 ноября вышел третий микстейп — miXXXtape III: Смутное время. Пластинка содержит 36 композиций, большинство из которых ранее так или иначе публиковались автором. Из нового материала в микстейп вошли четыре песни: «Цунами», «Организация», «Мох» и «Колесо». Девятиминутный сингл «Кто убил Марка?», предшествовавший выходу «Смутного времени», в плейлист пластинки не вошёл. 22 ноября 2021 года был анонсирован выход нового альбома.
После возвращения Oxxxymiron осенью 2021 года завирусились мэшапы с самым известным партом рэпера, исполненном в рэп-баттле Versus с Johnyboy.
1 декабря вышел третий студийный альбом — «Красота и Уродство». С момента выпуска «Горгорода» это первый альбом Мирона за 6 лет.
16 сентября 2022 года вышел сингл — «Ойда».
30 сентября 2022 года вышел сингл — «Сделано в России».
14 октября 2022 года вышел сингл — «23 февраля».
21 октября 2022 года вышел сингл — «НЛО» (при участии Eighteen).
28 октября 2022 года вышел сингл — «Bassline Business».
13 декабря 2022 года вышел дисс на Моргенштерна — «The Story of Alisher».
11 августа 2023 года вышел сингл — «Лига Опасного Интернета».
25 августа 2023 года вышел сингл — «Я знаю, что делал прошлым летом».
1 сентября 2023 года вышел сингл и клип — «1.Kla$».
15 сентября 2023 вышел сингл — «1.Kla$ Pt. 2» (при участии 1.Kla$).
26 сентября 2023 вышел сингл — «Прекрасное Далёко» (при участии Брутто).
15 декабря 2023 Мирон Фёдоров совместно со своим троюродным братом, инди-музыкантом Вечяславом Лобановым выпускает «Семейный альбом» своего сайд-проекта «Переучёт».
13 мая 2024 года он выпустил сингл «Мир горит» и анонсировал миниальбом «Национальность: нет», название которого (как и обложка сингла) отсылает к карточке Мирона в базе розыска МВД, где он был замечен 9 мая.

## Личная жизнь
Оксимирон не женат. Согласно заявлениям Веры Маркович, в 2008—2009 годах Оксимирон был её опекуном в Великобритании на время её обучения, и, когда ей было 16 лет, изменял с ней своей жене, с которой позже развёлся. В 2021 году Фёдоров извинился перед Маркович.
По религиозным убеждениям является агностиком.
В 2017 году на интервью рэпер заявил, что ранее ему было диагностировано биполярное расстройство.

## Гражданская активность

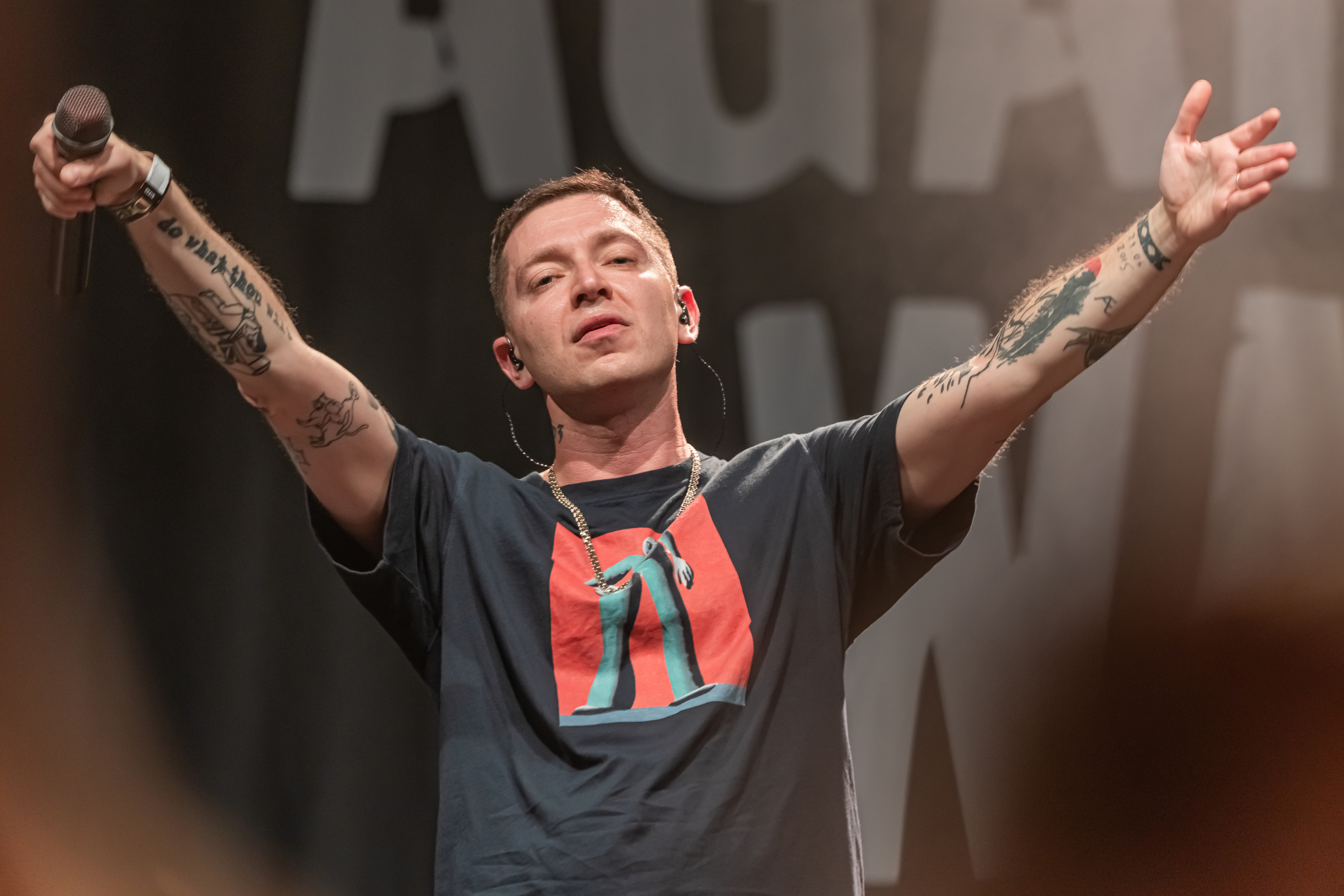
Oxxxymiron во время заключительного концерта в поддержку украинских беженцев, Берлин, апрель 2022 года

В 2018 году Оксимирон выступил в поддержку жительницы Барнаула Марии Мотузной, которую обвиняли по статьям 282 УК РФ и 148 УК РФ в оскорблении чувств верующих из-за картинок с шутками про религию (интернет-мемов и демотиваторов) в социальной сети ВКонтакте, и внесли в список экстремистов и террористов. Оксимирон заявил, что «уровень несправедливости ситуации – запредельный» и призвал всех желающих прийти 14 августа в Барнаул на согласованный митинг «За свободный интернет». В дальнейшем Мотузную исключили из списка экстремистов и террористов, и дело против неё прекратили.
В 2019 году принимал активное участие в московских протестах и стал одним из их лидеров. Выступал в защиту обвиняемых по так называемому «московскому делу». Летом 2019 года поручился перед Мосгорсудом за двадцатилетнего активиста и студента Высшей школы экономики Егора Жукова, который был арестован после акции 27 июля. 10 августа в том числе принял участие в согласованном московском митинге за независимых кандидатов. Он пришёл в футболке «Свободу Егору Жукову» и заявил, что не будет давать никаких комментариев. Впоследствии появился мем с его участием под названием «Вот это убожество зовётся Оксимирон».
В сентябре того же года на Youtube-канале Оксимирона вышла трансляция литературных чтений «Сядь за текст», во время которой известные российские журналисты, исполнители, режиссёры читали произведения из русской и мировой литературы, а судья определял по каким статьям из УК РФ могли быть наказаны классики. 7 ноября записал совместный трек «Ветер перемен» с Самариддином Раджабовым, одним из задержанных. По итогу Жуков и Раджабов были освобождены от тюремного заключения.
В январе 2021 года принял участие в протестах в поддержку Алексея Навального. Был задержан полицией.
24 февраля 2022 года выступил против вторжения России на Украину. Провёл ряд благотворительных концертов, вырученные от их проведения средства направил на помощь украинским беженцам. На концертах в перерывах между песнями часто высказывался против войны.
29 августа 2022 года прокуратура Москвы направила в Замоскворецкий суд иск в отношении Федорова М. Я. (Оксимирона) «о признании информационных материалов, распространяемых посредством сети интернет экстремистскими».
7 октября 2022 года Министерством юстиции России внесён в список физических лиц — «иностранных агентов».
25 октября 2022 года Замоскворецкий суд Москвы признал экстремистской песню «Последний звонок», написанную в 2009 году.
6 декабря 2022 года стало известно, что против Оксимирона возбуждено административное дело по статье о призывах к нарушению территориальной целостности России. Причиной для начала разбирательства стал трек «Ойда».
12 декабря 2022 года Ленинский районный суд Санкт-Петербурга наложил на музыканта штраф в размере 45 тыс. рублей за дискредитацию вооружённых сил Российской Федерации, за антивоенный ролик «Ойда», выложенный рэпером на своей странице в ВК.
В январе 2023 года Октябрьский районный суд Санкт-Петербурга оштрафовал музыканта на 70 тыс. рублей за призыв к сепаратизму, усмотренный в клипе на песню «Ойда», которая была размещена на странице артиста в соцсети «Вконтакте». В песне была произнесена фраза «Ингрия будет свободной».
9 мая 2024 год МВД России объявило рэпера в розыск.

## Скандалы и инциденты

### Конфликт с группой «Каста»
Во время тура «Октябрьские события» 2010 года появился слоган «На хуй „Касту“!», который позже будет олицетворять Vagabund. Основная версия появления данного лозунга следующая: во время выступления Шокка и Окси в одном из клубов Украины в соседнем клубе города предстояло выступление группы «Каста». Украинский монополист-организатор русских рэп-концертов «Нота» пытался помешать выступлению Окси и Шокка из-за страха того, что последние уведут часть аудитории с концертов «Касты». Как раз после этого Schokk и Oxxxymiron на всех своих совместных концертах и даже в треках скандировали вышеизложенный слоган. Это быстро подхватили и их фанаты. 21 июля 2012 года, уже после ухода из Vagabund, Оксимирон принял участие в музыкальном фестивале «Пикник „Афиши“». Одновременно с ним на «Пикнике» участвовал рэпер Влади из группы «Каста». Как рассказывает участник «Касты» Шым, Мирон извинился перед группой за высказывания в их сторону и пожал всем руки.

### Конфликт с Ромой Жиганом
20 октября 2011 года, воспользовавшись случаем пребывания Vagabund в Москве во время тура по странам СНГ, в их съёмную квартиру ворвался рэпер Роман Чумаков, более известный как Рома Жиган, в сопровождении десяти человек. Цель визита — выяснение причин неоднократных выпадов Schokk’а в сторону Жигана в треках. Роман, угрожая оружием (по словам Хинтера), заставил оппонентов просить прощения на коленях, при этом несколько раз ударил их по лицу. Вскоре после инцидента Шокк в одиночку покинул страну и сделал несколько видеообращений, на что Мирон ответил роликом, в котором объяснил свою точку зрения на произошедшее и объявил о своём намерении покинуть Vagabund и разорвать все связи с Schokk’ом.
Я как-то говорил, что мы приехали сделать то, что не удалось Гитлеру и Наполеону. Что ж, история повторилась. Оказалось, что всё это время мы преследовали разные цели.Оксимирон для Interview Russia
После произошедшего считалось, что Оксимирон остался в хороших отношениях с Ромой Жиганом и даже снялся в его документальном фильме BEEF: Русский хип-хоп. После огласки это событие заняло первое место под слоганом «Нападение стаи лещей на Вагабунд» на портале Hip-hop.ru в рейтинге «Событие года — 2011».
1 ноября 2021 года Оксимирон опубликовал запись инцидента в клипе «Кто убил Марка?», где заявляет, что Жиган долгое время шантажировал его публикацией ролика с нападением и таким образом принудил к съёмкам в документальном фильме.

### Rap.ru
20 октября 2011 года, в разгар тура Vagabund по СНГ, Schokk и Oxxxymiron были приглашены на передачу What’s Up, выходившую на телеканале Rap.ru. Разговора как такового не состоялось, а отношения между Rap.ru и участниками Vagabund остались натянутыми.
В марте 2012 года Oxxxymiron был приглашён на музыкальную церемонию Stadium RUMA (Russian Urban Music Awards), организованную порталом Rap.ru, с которым Мирон до этого имел напряжённые отношения. Во время выступления на сцену вышел двойник в маске, в то время как сам исполнитель остался за кулисами. Пока двойник жестикулировал под фонограмму на сцене, Мирон написал в своём твиттере: «Сижу, перечитываю „Двойника“ Достоевского…».

### Конфликт с Птахой
В январе 2015 года один из участников группы «Centr» Птаха дал интервью изданию Чита.ру, в котором негативно высказался о творчестве Мирона и его слушателях:
На данный момент я могу сказать, что мне стыдно за русский рэп. Сейчас стало очень много непонятных рэперов — они рифмуют хорошо, у них техника есть, но рэпа в них нет. Они не представители хип-хоп-культуры, они мейнстримщики, которые делают на этом бабки. Для них это бизнес и не более того. Они никогда не были в этой культуре, не варились в этом, российском. Какие-то там приезжие, блин, рэперы из Европы, которые раньше русский рэп унижали, а теперь они рэп читают на русском, типа Oxxxymiron. И люди их слушают. Я видел их слушателей, не дай бог, чтобы у меня такие были.
В выпущенном в апреле треке «Дежавю» Oxxxymiron упомянул Птаху: «Птаха говорит, во мне нету рэпа. / Ладно, в моём рэпе нет Птахи!» В ответ участник группы Centr пригрозил объяснить Мирону «кого в куплетах трогать не надо».
В треке «Грязь» из альбома «Красота и уродство» Oxxxymiron использовал в качестве припева нелепую фразу, сказанную Птахой «Делать грязь-грязь, но не прям совсем грязь!» во время своего представления на Версус-баттле с Гуфом.

### Конфликт с ЛСП
Летом 2015-го подписанный за год до этого на Booking Machine при содействии Оксимирона ЛСП прекращает сотрудничество с концертным агентством, пояснив это тем, что, по его мнению, после подписания то немногочисленное количество концертов, которое было ранее, сошло на нет. 1 апреля 2016 года выходит песня Porchy «Imperial» (в переводе с англ. — «Имперский»), которую изначально планировалось внести в треклист его микстейпа King Midas и в которой Олег рассказывает, что думает о своём бывшем букинг-агентстве.
Песня, изначально дуэт ЛСП и Porchy, обрывается на исполняемом Олегом припеве обращением Porchy и — вслед за ним — резким вступлением добавившегося гостя в лице Оксимирона, который выдаёт ответный дисс. «Целая драма, столкновение двух героев поколения», — так охарактеризовал песню The Flow.
Как утверждает Мирон в последовавшем вскоре после песни видеообращении, он всячески помогал Олегу и Роме Англичанину, уговорил Илью Мамая подписать их на Booking Machine и прощал им их выходки. Когда те ушли из концертного агентства, в личном разговоре с Олегом после съёмок клипа «Безумие» Мирон попросил не афишировать это событие, но через какое-то время они с Ромой Англичанином, коснувшись этой темы в интервью Rap.ru, осветили её с заметным пренебрежением к своему бывшему агентству. Через какое-то время по просьбе Porchy для микстейпа King Midas ЛСП отправил куплет со «сник»-диссом в адрес Booking Machine. Porchy и Oxxxymiron решили «проучить» ЛСП, и Мирон дописал третий куплет, направленный на обидчика «больше, чем семьи».

### Обвинения в сексуализированном насилии
4 марта 2025 года студия «Либо/Либо» выпустила расследование Насти Красильниковой «Творческий метод» в рамках её подкаста о правах женщин «Дочь разбойника». В нём были обнародованы истории трёх девушек (Веры Маркович, Виктории Кучак и Виктории Михайловой), каждая из которых обвинила Фёдорова в груминге. Кроме того, две из этих девушек (Маркович и Кучак) также обвинили Фёдорова в изнасиловании несовершеннолетних. По словам Маркович, в 2008 году, когда ей было 15 лет, Фёдоров стал её опекуном в Великобритании на время её обучения, и, когда ей было 16 лет, изнасиловал её. По словам Кучак, начиная c 2008 года, с её 13 до 16 лет, Фёдоров вёл с ней переписку интимного характера, и, когда ей было 16 лет, изнасиловал её. По словам Михайловой, начиная c 2008 года, с её 15 лет, Фёдоров вёл с ней переписку интимного характера, но лично они так и не встретились. 6 марта стало известно, что одна из женщин (Кучак) подала заявление в Следственный комитет России, попросив провести проверку в отношении рэпера и допросить его. Также Кучак и Маркович намерены инициировать уголовное разбирательство в Великобритании, подданство которой есть у Оксимирона. 7 марта телеканал «Дождь» подтвердил, что переписка Оксимирона с 15-летней Михайловой велась с его официальной страницы.

## Дискография

### Студийные альбомы
- 2011 — «Вечный жид»
- 2015 — «Горгород»
- 2021 — «Красота и уродство»

### Микстейпы
- 2012 — «miXXXtape I»
- 2013 — «miXXXtape II: Долгий путь домой»
- 2021 — «miXXXtape III: Смутное время»

## Фильмография
| Год  | Фильм                 | Роль                                                    | Комментарии           |
| ---- | --------------------- | ------------------------------------------------------- | --------------------- |
| 2019 | BEEF: Русский хип-хоп | В роли самого себя                                      | Документальный фильм  |
| 2021 | Жена Чайковского      | Николай Рубинштейн                                      |                       |
| 2022 | Ампир V               | Митра Шестой, куратор Геры Восьмой (главный антагонист) | Дебют в кинематографе |

## Рэп-баттлы

### Онлайн-баттлы

#### 1 Официальный баттл «Hip-Hop.ru»
2001 — Миф:
- «3030 год» (1 раунд, отборочный) (проход)

#### 14 Независимый баттл «Hip-Hop.ru»
2008—2009 — Oxxxymiron:
- «Ходят слухи» (1 раунд, отборочный) (проход)
- «Тайные желания» (2 раунд, отборочный) (проход)
- «Ящик фокусника» (3 раунд, против Vito и de Fuckto) (победа)
- «День физкультурника» (4 раунд, против Тусер) (победа)
- «В стране женщин» (5 раунд, против XType) (победа)
- «Не говори ни слова» (6 раунд, против ХиЩNый) (победа)
- «Нет связи» (7 раунд, против rAp) (победа)
- «Йети и дети» (8 раунд, против Chest) (поражение)

#### 17 Независимый баттл «Hip-Hop.ru»
2019—2020 — Oxxxymiron:
- «В долгий путь» (1 раунд, отборочный) (проход)
- «Ветер перемен» (2 раунд, совместно с Самариддином Раджабовым) (проход)
- «Дело нескольких минут» (3 раунд, против Муравьед Иннокентий) (победа)
- «В книге всё было по-другому» (4 раунд, против Asylllum) (победа)
- «В неожиданном ракурсе» (5 раунд, против Витя CLassic) (техническое поражение / не сдал трек)

### Офлайн-баттлы
Versus Battle
- Versus № 3 (сезон I): Крип-А-Крип против Oxxxymiron (14 сентября 2013 года) (победа — 0:3).
- Versus Main Event № 1 (сезон II): Дуня против Oxxxymiron (15 апреля 2014 года) (победа).
- Versus № 1 (сезон III): Oxxxymiron против Johnyboy (12 апреля 2015 года) (победа — 5:0).
- Versus № 5 (сезон III): Oxxxymiron против ST (19 июня 2016 года) (победа — 3:0).
- Versus X #SlovoSPB — Oxxxymiron X Слава КПСС (Гнойный) (2 сезон, 6 августа 2017 года) (поражение — 0:5)

King of the Dot
- Рэп-баттл между Оксимироном и Дизастером (15[168] октября 2017 года) (без судейства)[169].

## Награды и номинации
- Обладатель премии «Человек года GQ 2012» в номинации «Открытие года»[170].
- Лауреат премии в номинации «Звезда андеграунда года[171]».
- Победитель хит-парада Rap.ru «Альбомы года — русская версия 2011[172]» вместе с рэп-проектом N1nt3ndo.
- Победитель в общественных голосованиях Hip-hop.ru Awards[173]:
  - Hip-Hop.ru Awards 2009 в номинациях: «Открытие года», «Лучший трек демо-музыки», «Лучший МС 14-го независимого баттла», «Прорыв баттла», «Лучший трек баттла», «Лучший спарринг баттла» (vs. rAp)[174];
  - Hip-Hop.ru Awards 2011 в номинациях: «Лучший альбом», «Лучший трек демо-музыки»[175];
  - Hip-Hop.ru Awards 2012 в номинациях: «Лучшее видео», «Исполнитель года», «Событие года», «Лучший mixtape»[176];
  - Hip-Hop.ru Awards 2013 в номинациях: «Лучшее видео», «Исполнитель года», «Лучший mixtape»[177].

- Победитель в общественных голосованиях портала The Flow:
  - «Лучший отечественный альбом», «лучший русскоязычный трек», «лучший русскоязычный артист» 2015 года[178]
  - «Альбом года», «трек года», «артист года» в 2021 году[179]
- Премия «Чартова Дюжина» (2018) в номинации «Лучший дуэт» (вместе с группой Би-2)[180].
- Лауреат премии Московской Хельсинкской группы за защиту прав человека средствами культуры и искусства в 2020 году[181][182][183]
- Лауреат премии им Н. А. Кукушкина (2021) в номинации «Лучший музыкант 2021 года»[184]

## Места в музыкальных чартах и хит-парадах
- Apple Music в России за 26 декабря 2022 года (14 место с песней «The Story Of Alisher»)
- Apple Music Москва и С.Петербург за 26 декабря 2022 года (6 место с песней «The Story Of Alisher»)
- МТС Мюзик за 26 декабря 2022 года (7 место с песней «Ойда»)
- Deezer Top Russia за 26 декабря 2022 года (1 место с песней «The Story Of Alisher»)
- YouTube Music Хит-парад за 27 декабря 2022 года (1 место с песней «The Story Of Alisher (Morgenshtern Rip)»)
- Лучшие клипы на YouTube в России за неделю за 16-22 декабря 2022 года (1 место «The Story Of Alisher (Morgenshtern Rip)»)[185]
- Deezer Top Russia за 10 января 2023 года (8 место с песней «Konstrukt»)[186]
- Deezer Top Russia за 16 января 2023 года (1 место с песней «The Story Of Alisher»)[187]
- Deezer Top Russia за 31 января 2023 года (2 и 3 место с песнями «Колесо» и «Организация»)[188]
- Deezer Top Russia за 20 февраля 2023 года (2 и 3 место с песней «Безумие»)[189]
- Яндекс Музыка Топ за 21 августа 2023 года (12 место с песней «Лига опасного интернета»)
- Apple Music в России за 22 августа 2023 года (11 место с песней «Лига опасного интернета»)
- Apple Music Москва и С.Петербург за 22 августа 2023 года (3 и 7 место с песней «Лига опасного интернета»)
- YouTube Music Хит-парад за 23 августа 2023 года (1 место с песней «Лига опасного интернета»)
- Лучшие клипы на YouTube в России за неделю за 11-17 августа 2023 года (1 место с песней «Лига опасного интернета»)[190]
- Яндекс Музыка Топ за 29 августа 2023 года (17 место с песней «Лига опасного интернета»)
- Apple Music в России за 29 августа 2023 года (19 место с песней «Лига опасного интернета»)
- Apple Music С.Петербург за 29 августа 2023 года (6 место с песней «Лига опасного интернета»)
- Лучшие клипы на YouTube в России за неделю за 18-24 августа 2023 года (1 место с песней «Лига опасного интернета»)
- YouTube Music Хит-парад за 29 августа 2023 года (1 место с песней «Я знаю, что делал прошлым летом» и 3 место с песней «Лига опасного интернета»)[191]
- Яндекс Музыка Топ за 4 сентября 2023 года (16 и 19 место с песнями «1.Kla$» и «Лига опасного интернета»)
- Apple Music Москва и С.Петербург за 4 сентября 2023 года (4 и 8 место с песней «1.Kla$»)
- YouTube Music Хит-парад за 5 сентября 2023 года (1 и 20 место с песнями «1.Kla$» и «Я знаю, что делал прошлым летом»)[192]
- Лучшие клипы на YouTube в России за неделю за 1-7 сентября (8 место с песней «1.Kla$»)
- YouTube Music Хит-парад за 12 сентября 2023 года (6 место с песней «1.Kla$»)[193]
- YouTube Music Хит-парад за 19 сентября 2023 года (3 место с песней «1.Kla$»)[194]
- YouTube Music Хит-парад за 25 сентября 2023 года (6 место с песней «1.Kla$ Pt. 2»)[195]
- YouTube Music Хит-парад за 4 октября 2023 года (10 место с песней «Прекрасное далёко»)[196]
- YouTube Music Хит-парад за 14 мая 2024 года (2 место с песней «Мир горит»)[197]
- Apple Music в России за 20 мая 2024 года (14 место с песней «Мир горит»)
- Apple Music Москва и С.Петербург за 21 мая 2024 года (5 и 10 место с песней «Мир горит»)
- YouTube Music Хит-парад за 21 мая 2024 года (2 место с песней «Мир горит»)[198]

## Концертные туры
- 2009 — Без названия (при уч. Schokk)
- 2010 — «Октябрьские события» (при уч. Schokk)
- 2011 — Vagabund Tour (при уч. Schokk)
- 2012 — Без названия
- 2013 — «Неваляшка VS Мордор Tour» (весна)
- 2013 — «Долгий путь домой» (осень)
- 2014 — «арХХХеология Tour»
- 2015 — «Город под подошвой Tour»
- 2016 — Takeover Tour
- 2016 — Back to Europe
- 2016 — Takeover Tour 2
- 2017 — IMPERIVM (Стадионный тур)
- 2022 — Russians Against War
- 2023 — World Tour
- 2025 — DOLCE VITA TOUR

### Видеоисточники
1. ↑  Versus Battle. VERSUS #3: Oxxxymiron VS Крип-А-Крип. YouTube. youtube.com. Дата обращения: 21 августа 2014.
2. ↑  Oxxxymiron («Нахуй Касту»). YouTube (19 августа 2011). Дата обращения: 12 марта 2017.
3. ↑  Программа What’s Up (Oxxxymiron и Schokk). YouTube. Rap.ru (21 октября 2011). Дата обращения: 4 марта 2014.